# Laikus Házi Missziós Mozgalom
A Laikus Házi Missziós Mozgalom (Layman's Home Missionary Movement; LHMM) felekezetek feletti szervezet, melyet Paul Samuel Levitsky Johnson alapított 1920-ban. A Watch Tower Bible and Tract Society of Pennsylvania társulattól független leágazásként alakult meg Charles Taze Russell halála után. Gyakran összetévesztik őket Jehova Tanúival. Lengyelországban, Egyesült Királyságban, Franciaországban, Németországban, Afrika egyes területein a legaktívabbak.

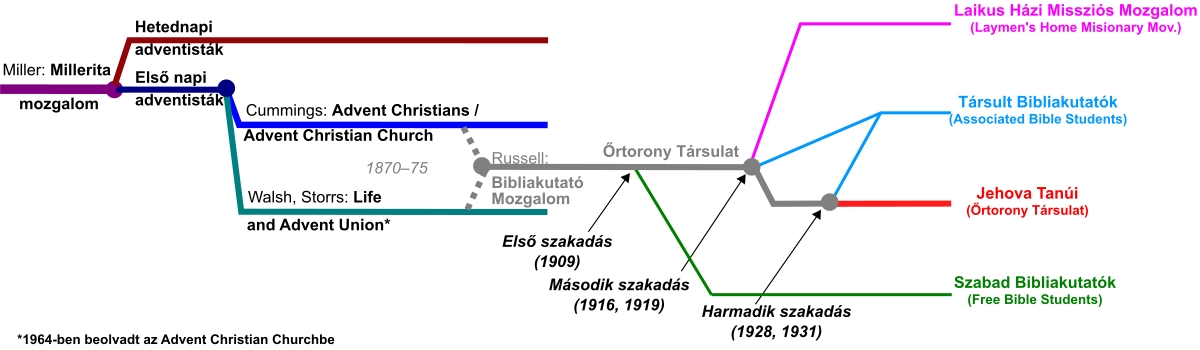
A Laikus Házi Missziós Mozgalom kialakulása

## Korai története
1917-ben a Watch Tower szerkesztő bizottságának tagjai között vita támadt Russell végrendeletének értelmezését illetően. Ez és más a Társulat rendelkezéseivel kapcsolatos elégedetlenségek oda vezettek, hogy a tagok 4000 elhagyta a Watch Tower gyülekezeteit. Sok kis társaság alakult, hogy Russell tanait helyreállítsák, ezek közül volt egy a LHMM.

## Szkizma
1950-ben Johnson halála után egyházszakadás következett be, mivel a Fort Meyers-i gyülekezetből John Krewson és a Mount Dora gyülekezetből John Hoefle (1928-ban közösítették ki a Watch Towerből, csatlakozott LHMM-hez) is vezető szerepre törtek, de kiközösíttették őket és saját mozgalmakat hoztak létre (1955 – Laodicean Home Missionary Movement, ill. 1956 – Epiphany Bible Students Association).

## Az LHMM vezetői
- Paul S. L. Johnson (1920 – 1950), a Capital University of Columbus Ohio egyetemén végzett, a Lutheránus Egyház Theological Seminary of the Ohio Synod képzésén is hallgatott (itt ismerte meg az örökös kín doktrínáját; Isten uralmával, igazságosságával, szeretetével összeegyeztethetetlen az ellenségeinek örökös kínzása). Görög és héber tudósává vált, eredeti nyelvén olvasta a Bibliát. Azt tanította, hogy a bűn büntetése a halál.
- Raymond G. Jolly (1950 – 1979), a Bloomsburg State Collegeban végzett, a Pennsylvaniabeli eastoni Lafayette Collegeban teológiát hallgatott. A Presbiteriánus Egyházban szolgált, később otthagyta, hogy egy felekezet-független nézőpontot erősítsen az LHMM-ben.
- August Gohlke (1979 – 1985), a magazin szerkesztője volt.
- Bernard W. Hedman (1985 – 2004), szerkesztő, ügyvezető igazgató és a mozgalom direktora volt.
- Ralph M. Herzig (2004 – 2014), ügyvezető igazgató, a kiadványok szerkesztője.
- Leon J. Snyder (2014 – ?)

## Kiadványaik
- CTR Studies in the Scriptures hat kötetes sorozatát nyomtatják időről időre újra
- Johnson professzor 17 kötetes Epiphany Studies in the Scriptures könyvsorozatát terjesztik
- The Bible Standard folyóirat (két havonta)
- The Present Truth folyóirat (három havonta).

Harminc perces rádióműsorukat rendszeresen sugározzák szerte Amerikában.

## Külső hivatkozások
- Hivatalos oldala
  - The Bible Standard – a magazin weblapja
  - a magazinok listája, első fejezete